# Incidente del Fokker F50 di Jubba Airways del 2022
Il 18 luglio 2022, un Fokker 50 di Jubba Airways operato su un volo nazionale da Baidoa a Mogadiscio si schiantò durante l'atterraggio sulla pista 05 dell'aeroporto Internazionale di Aden Adde, Mogadiscio, in Somalia. Tutti i 36 occupanti sopravvissero all'incidente, 16 passeggeri rimasti feriti furono ricoverati in ospedale.

## L'aereo
Il velivolo era un Fokker F50 che al momento dell'incidente aveva 30 anni di servizio; era registrato come 5Y-JXN. L'aereo era stato venduto a Jubba Airways nel 2017 mentre in precedenza era stato gestito da sette diverse compagnie aeree e dalle Nazioni Unite.

## L'incidente
Il volo di Jubba Airways partì dall'aeroporto di Baidoa per un volo nazionale di 120 miglia nautiche (220 km) diretto all'aeroporto Internazionale di Aden Adde, a Mogadiscio, in Somalia. Alle 11:28 (EAT), durante la fase d'atterraggio, l'aereo impattò con violenza sulla pista 05, con l'ala sinistra che colpì il suolo e si staccò dalla fusoliera, causando il ribaltamento dell'aereo e lo sbandamento fuori pista. Ne conseguì un piccolo incendio che venne rapidamente domato dai vigili del fuoco dell'aeroporto. I componenti della 2ª Brigata di assistenza alle forze di sicurezza dell'esercito degli Stati Uniti, che erano presenti al momento dell'incidente e stavano svolgendo un addestramento medico, intervennero per prestare i primi soccorsi. Nell'incidente non furono registrate vittime.

## Indagini
L'autorità somala per l'aviazione civile ha aperto un'inchiesta sull'incidente. Secondo la ricostruzione degli inquirenti, quando il velivolo era prossimo all'atterraggio si manifestò il fenomeno dello wind shear, causando una perdita di controllo e un violento impatto dell'aereo sulla pista.